# Luc Roderique
Luc Roderique (* 25. Mai in Ottawa, Kanada) ist ein kanadischer Schauspieler.

## Leben und Karriere
Sein Vater stammt aus Trinidad und seine Mutter aus Deutschland.
Schon früh interessierte er sich für die Schauspielerei, und nachdem er Unterricht an der Ottawa School of Speech & Drama genommen hatte, besuchte er sowohl die Canterbury School in Ottawa als auch das Studio 58 in Vancouver. Seit 2009 trat er in rund zwei Dutzend Film- und Fernsehproduktionen auf, zunächst in Statistenrollen, seit 2015 in tragenden Rollen.

## Filmografie (Auswahl)
- 2009: Night Shift
- 2010: Caprica (Fernsehserie)
- 2011: Fairly Legal (Fernsehserie)
- 2011: Planet der Affen: Prevolution
- 2011: 17th Precinct
- 2011: Divine: The Series (Fernsehserie)
- 2012–2018: Supernatural (Fernsehserie)
- 2013–2016: Motive (Fernsehserie)
- 2014–2015: The 100 (Fernsehserie)
- 2014: Godzilla
- 2014: Seventh Son
- 2015: iZombie (Fernsehserie)
- 2015: The Flash (Fernsehserie)
- 2015: At Your Feet (Fernsehserie)
- 2015: Vendetta
- 2017: Marvel Super Hero Adventures
- 2018: Der Prinz der Drachen
- 2018: Mysterious Mermaids (Fernsehserie)
- 2018: The Crossing (Fernsehserie)
- 2019: Molly of Denali (Fernsehserie)
- 2019: See – Reich der Blinden (Fernsehserie)
- 2019: Absolute Carnage: Breakout
- 2019: Absolute Carnage: Part 4